# Яйцо с решёткой и розами
Яйцо́ с решёткой и ро́зами — ювелирное яйцо, одно из пятидесяти двух императорских пасхальных яиц, изготовленных фирмой Карла Фаберже для русской императорской семьи. Яйцо было создано в 1907 году по заказу Николая II, который подарил его своей жене Александре Фёдоровне на третью годовщину рождения царевича Алексея. В настоящий момент оно находится в Художественном музее Уолтерса в США.

## Описание
Золотое яйцо покрыто бледно-зелёной эмалью и украшено алмазной решёткой и бутонами роз, покрытых матовой, светлой и тёмной розовой эмалью, с изумрудно-зелёными листками. На верхней и нижней частях яйца приклеплены крупные бриллианты. На нижнем бриллианте имеется надпись «1907». Предположительно, на верхнем бриллианте находилась монограмма, которая до настоящего времени не сохранилась.
Стоимость яйца составляла 8 300 рублей.

## Сюрприз
В настоящее время сюрприз утерян, но по данным исследований это был бриллиантовый медальон с портретом царевича Алексея, выполненный акварелью на слоновой кости.

## Владельцы
Император Николай II подарил ювелирное пасхальное яйцо своей жене Александре Фёдоровне на Пасху 1907 года в честь третьей годовщины рождения царевича Алексея. После революции, вместе с другими сокровищами императорской семьи, оно было конфисковано большевиками. В 1920 году находилось у российского эмигранта в Париже Александра Половцова. В 1930 году его приобрел Генри Уолтерс из Балтимора (США). В дальнейшем яйцо по завещанию перешло в Художественный музей Уолтерса и с 1952 года находится в постоянной экспозиции этого музея.